# Biscoe (Karolina Północna)
Biscoe – miasto w Stanach Zjednoczonych, w stanie Karolina Północna, w hrabstwie Montgomery.